# Casa Fran Donjo
Casa Fran Donjo és un habitatge del municipi de l'Escala inclòs en l'Inventari del Patrimoni Arquitectònic de Catalunya.

## Descripció
Situada dins del nucli antic de la població de l'Escala, a l'extrem nord de la Punta, amb façanes al passeig de la Riba i el carrer de la Torre.
Edifici de planta rectangular, amb la coberta plana, format per una planta semi soterrada i quatre pisos, els dos superiors afegits posteriorment, i enretirats respecte a les façanes. Totes les obertures de l'edifici són rectangulars. La façana principal presenta un portal emmarcat amb carreus de pedra, decorats amb una motllura. Als laterals, dues finestres emmarcades amb pedra i enreixades, amb l'ampit sobresortit i circular. A la primera planta hi ha tres balcons exempts amb les llosanes motllurades, el central sostingut per mènsules. La façana original està rematada per una cornisa motllurada, que es repeteix a la línia divisòria de les dues plantes. Al mig hi ha la data de construcció de l'any 1881. Tot el parament és bastit amb carreus de pedra ben escairats. La façana orientada al passeig de la Riba i al mar també està bastida amb carreus de pedra. A la planta baixa hi ha tres portals i a les dues plantes superiors, dos balcons correguts amb barana de línies rectes. Les obertures estan emmarcades amb carreus ben tallats. La cornisa està interrompuda a la part central per una barana de ferro. A ambdós costats d'aquesta hi ha el nom de l'edifici: FRAN DONJO.

## Història
Casa construïda a l'actual Passeig de la Riba, aquest indret a l'entorn del port és on es varen bastir les primeres cases del poble, en l'emplaçament de les antigues barraques de pescadors. S'aprecia, a la façana, la data 1881, corresponent a la inauguració de l'edifici.
Segons els arxius del COAC. l'immoble ha estat modificat darrerament, únicament la planta noble tenia balcó corregut, mentre que ara els tres de la segona planta també s'han unit en un balcó corregut. A l'àtic es va construir una pèrgola, que ara ha estat retirada per construir el sobreàtic.